# 脈波伝播速度
脈波伝播速度（みゃくはでんぱそくど、英 pulse wave velocity）とは、動脈硬化の進展を定量的に診断するための、動脈の硬さを表すパラメータの一つ。ここから血管年齢なども計測される。

## 概要
古典的には、心電図、心音図で心臓の収縮時点を計測し、頚動脈の脈波と、大腿動脈の脈波を体表から記録し、心臓の収縮から、脈波の発生までの伝播時間を計算して、速度を計算した。方法論が煩雑ではあるが、定量的な指標として研究の蓄積が行われてきた。
近年では、フクダコーリン（旧・オムロン コーリン）や、フクダ電子から、腕と足首の脈波から簡単に計測する診断機器が市販され、国内では大きく市場が広がっている。オムロンコーリンの方法は、腕足首脈波伝播速度 (baPWV) 、またフクダ電子の指標は、さらに血管の弾性係数そのものであるスティフネスパラメータβ法 (stiffness parameterβ) を提示する心臓足首血管指数 (CAVI) として、提案されている。CAVIは血圧に依存しない方法とされ、心臓移植前後でも安定した評価が可能という報告もあり、注目されている。
メタボリックシンドロームの提案で、予防医学が注目される昨今では、新しい予防医学的指標として注目される。また、最近、脈波伝播速度から血管の血圧反射機能を診断する方法論も提案され、高血圧の診断と利用に有効性が期待されている。メタボリックシンドロームの早期診断や、高血圧の薬剤加療のフォローアップに使える新しい診断法として注目される。